# Ardeotis kori

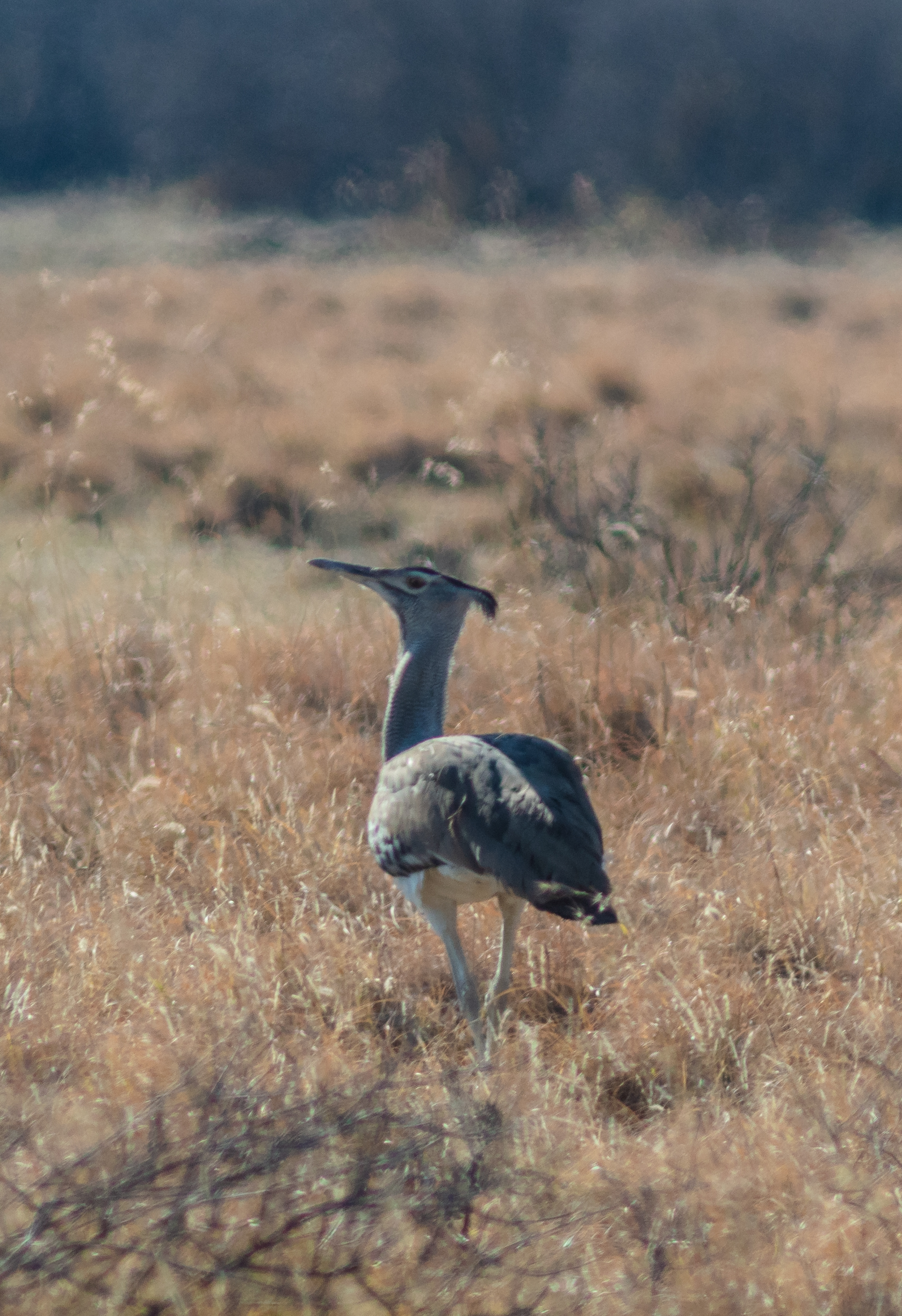
Ejemplar en Botsuana.

La avutarda kori (Ardeotis kori) es una especie de ave otidiforme de la familia Otididae bastante común en las sabanas del centro y sur de África. Isaac Asimov la menciona como una de las aves más pesadas, alcanzando a veces los 12,25 kg. Junto con cóndores, cisnes y pavos, es una de las aves voladoras más pesadas del mundo. Mide 1,5 m.

## Subespecies
Se reconocen dos subespecies:
- A. k. kori (Burchell, 1822) - Sur de Angola, Namibia, Botsuana, sur de Zimbabue y Mozambique.
- A. k. struthiunculus (Neumann, 1907) - Etiopía, noroeste de Somalia, sureste de Sudán, noreste de Uganda y norte de Tanzania.